# Georg Friedrich Spindler
Georg Friedrich Spindler (* 3. Dezember 1842; † 25. April 1909) war deutscher Bildhauer, der in Heilbronn gewirkt hat. Er hatte seine Werkstatt zunächst beim Heilbronner Alten Friedhof und bezog später einen größeren Fertigungskomplex an der Kernerstraße. Er hat hauptsächlich Grabdenkmale geschaffen und wurde bei Gewerbeausstellungen 1881 und 1897 mit Preisen ausgezeichnet. Er stammte aus einfachsten Verhältnissen und hat einen Betrieb von beträchtlicher Größe hinterlassen. Mehrere seiner Söhne folgten ihm als Bildhauer nach und heirateten in angesehene Unternehmerfamilien ein. Sein Sohn Wilhelm Friedrich Spindler (1877–1939) gründete 1905 nach dem Vorbild des väterlichen Betriebs das Marmorwerk in Offenau.

## Leben

Produktionsstätte der Fa. Spindler in der Heilbronner Kernerstraße, Darstellung von 1905

Er wurde als uneheliches Kind der Witwe Catharina Barbara Schnezer geb. Schmid (1804–1863) geboren und auf den Namen Georg Friedrich getauft, nannte sich später aber meist nur Friedrich. Die Mutter hatte 1820 und 1833 bereits zwei weitere uneheliche Kinder geboren und 1835 in Kaltenwesten den Hafner Christian Friedrich Schnezer geheiratet, der 1839 starb. Als Vater von Friedrich bekannte sich der Barchentweber Ludwig Gottfried Spindler aus Lauffen am Neckar, den Friedrichs Mutter 1843 heiratete. Seine Kindheit und Jugend verbrachte Friedrich in Lauffen, wo er 1856 konfirmiert wurde. Kurz nach dem Tod der Mutter 1863 orientierten sich Vater und Sohn 1864 nach Heilbronn, wo sie Verwandte hatten. Der Vater trat 1865 von der Landeskirche zur methodistischen Gemeinschaft über. Am 8. Juli 1870 erhielt Friedrich Spindler das Bürgerrecht in Heilbronn. In jenem Jahr eröffnete er auch ein Bildhauergeschäft. 1871 heiratete er seine Kusine Luise Sophie Schacht (1850–1925), die ihm zwischen 1871 und 1893 mindestens 16 Kinder gebar, von denen mindestens sieben im frühen Kindesalter verstarben.
1872 wohnte Spindler in der Klostergasse 24. 1877 besaß Spindler ein Anwesen an der Heilbronner Karmeliterstraße 28a, in dem er Werkstatt und Lager zur Anfertigung von Grabmonumenten in Stein und Marmor hatte. Das Anwesen an der Karmeliterstraße war direkt am Alten Friedhof gelegen, so dass sein Hauptgeschäftsfeld in seinen frühen Jahren wohl die Anfertigung von Grabmalen für jenen Friedhof war. 1881 erhielt er eine Preisauszeichnung als Steinhauer bei der Württembergischen Landes-Gewerbe-Ausstellung in Stuttgart. Mit der Schließung des Alten Friedhofs 1882 und der Eröffnung des neuen Heilbronner Hauptfriedhofs erweiterte Spindler sein Geschäftsfeld auf „Fabrikation sowie Lager von Grabdenkmalen, Einfassungen, Figuren und Säulen, Möbelplatten, Waschtischaufsätzen, Buffet, Tische- und Nachttischplatten, Waag- und Schaltplatten in weissen und bunten Marmorsorten“, außerdem schuf er Brunnentröge und anderes.
1891 ließ er auf dem Grundstück beim Alten Friedhof ein neues, zur Oststraße hin ausgerichtetes dreistöckiges Gebäude (Oststraße 107) errichten, dessen Planungen auch einen dann nicht verwirklichten Flügelbau vorsahen. 
Spindler besaß außerdem einen Obstgarten im damals noch äußerst dünn bebauten Osten der Stadt, in der Kernerstraße. Heute ist der südlich der Bismarckstraße gelegene Teil der Kernerstraße, wo Spindlers Grundstück war, Teil der Alexanderstraße. Er ließ den Garten 1892 einfrieden und dort wenig später eine weitere Betriebsstätte errichten. Das Gebäude in der Oststraße beherbergte noch einige Jahre Kontor und Ladengeschäft, bevor es dann ganz zu Wohnzwecken genutzt wurde, während der gesamte Geschäftsbetrieb in die Kernerstraße umzog.
1897 präsentierte Spindler seine Produkte bei der großen Gewerbe- und Kunstausstellung im Heilbronner Aktiengarten, wo er zwei weitere Auszeichnungen erhielt.
Nach dem Wechsel in die Kernerstraße expandierte Spindlers Unternehmen immens. Das längliche Grundstück an der Kernerstraße war bald von mehreren Gebäuden überbaut, darunter eine Werkhalle, zwei massive zweigeschossige Gebäude sowie verschiedene Nebengebäude und Schuppen, in denen u. a. Steinsägerei, Schleiferei und Polierwerk untergebracht waren. Die Freiflächen wurden als Steinlager und Grabsteinlager genutzt. 1904 wurde ein stationärer Dampfkessel der Weinheimer Maschinenfabrik Badenia installiert.
Spindler starb am 25. April 1909 an einem Herzschlag und wurde drei Tage später in Heilbronn beigesetzt.
Von Spindler geschaffene Grabmale haben sich vor allem auf dem inzwischen unter Denkmalschutz stehenden Heilbronner Hauptfriedhof erhalten, darunter das Familiengrabmal der Unternehmerfamilie Pfleiderer.

## Nachkommen
Unter den zahlreichen Nachkommen haben drei Söhne wie der Vater das Bildhauerhandwerk ausgeübt, ein vierter wurde Arzt:
- Karl Friedrich Spindler (1871–1942), Bildhauer, verheiratet mit der Fabrikantentochter Luise Botsch aus Rappenau
- Heinrich Albert Spindler (1876–1902), Bildhauer, verheiratet mit Christiane Magdalena Biehler aus Eichelberg
- Wilhelm Friedrich Spindler (1877–1939), Bildhauer, verheiratet mit der Fabrikantentochter Emilie Botsch aus Rappenau, gründete 1905 das Marmorwerk in Offenau
- Ernst Adolf Spindler (1890–1940), Arzt, verheiratet mit der Fabrikantentochter Emilie Luise Schneider aus Heilbronn, praktizierte bis 1924 in Dresden, dann in Heilbronn